# But Not for Me
But Not for Me (bra: Beijos Que Não Se Esquecem) é um filme estadunidense de 1959, do gênero comédia romântica, dirigido por Walter Lang, com roteiro de John Michael Hayes baseado na peça Accent on Youth, de Samson Raphaelson.

## Prêmios e indicações
| Prêmio             | Categoria                         | Recipiente                      | Resultado |
| ------------------ | --------------------------------- | ------------------------------- | --------- |
| Globo de Ouro 1960 | Melhor filme - comédia ou musical | William Perlberg, George Seaton | Indicado  |
| Globo de Ouro 1960 | Melhor ator - comédia ou musical  | Clark Gable                     | Indicado  |
| Globo de Ouro 1960 | Melhor atriz - comédia ou musical | Lilli Palmer                    | Indicado  |

## Elenco
- Clark Gable ... Russell "Russ" Ward
- Carroll Baker ... Ellie Brown / Borden
- Lilli Palmer ... Kathryn Ward
- Lee J. Cobb ... Jeremiah MacDonald
- Barry Coe ... Gordon Reynolds
- Thomas Gomez ... Demetrios Bacos
- Charles Lane ... Atwood
- Wendell Holmes ... Montgomery
- Tom Duggan ... Roy Morton

## Sinopse
Russ Ward (Clark Gable), depois de 30 anos trabalhando na Broadway, despede-se de suas funções. Ao informar a notícia, sua secretária, Ellie Brown (Carroll Baker) se declara apaixonada por ele.